# Mount Tritoppen
Mount Tritoppen är ett berg i Antarktis. Det ligger i Östantarktis. Australien gör anspråk på området. Toppen på Mount Tritoppen är 1 307 meter över havet.
Terrängen runt Mount Tritoppen är huvudsakligen lite kuperad. Trakten är obefolkad. Det finns inga samhällen i närheten.